# Michael Stefano
Michael Stefano (29 de agosto de 1969) é um ex-ator e diretor de filmes pornográficos ítalo-americano. Antes de entrar para a pornografia, Michael trabalhou numa variedade de empregos nos setores de restaurante e hotel. Enquanto trabalhava como barman em 1997, ele conheceu um casal que possuia uma conexão com a indústria da pornografia e iria aparecer em seu primeiro filme em breve. Ele iria aparecer em mais de 900 filmes e, por sua própria estimativa, realizar mais de 3.000 cenas.
Em 2010, ele anunciou sua aposentadoria da pornografia.

## Prêmios
- 2004: AVN Award – Male Performer of the Year[2]
- 2006: AVN Award - Best Sex Scene Coupling (Video) for Mind Fuck (indicado com Sandra Romain)[3]
- 2009: AVN Award – Best Threeway Sex Scene – The Jenny Hendrix Anal Experience[4]
- 2010: Introduzido ao Hall da Fama da AVN[5]
- 2011: AVN Award – Best Group Sex Scene – Buttwoman vs. Slutwoman[6]